# قضيب الحوت الأزرق

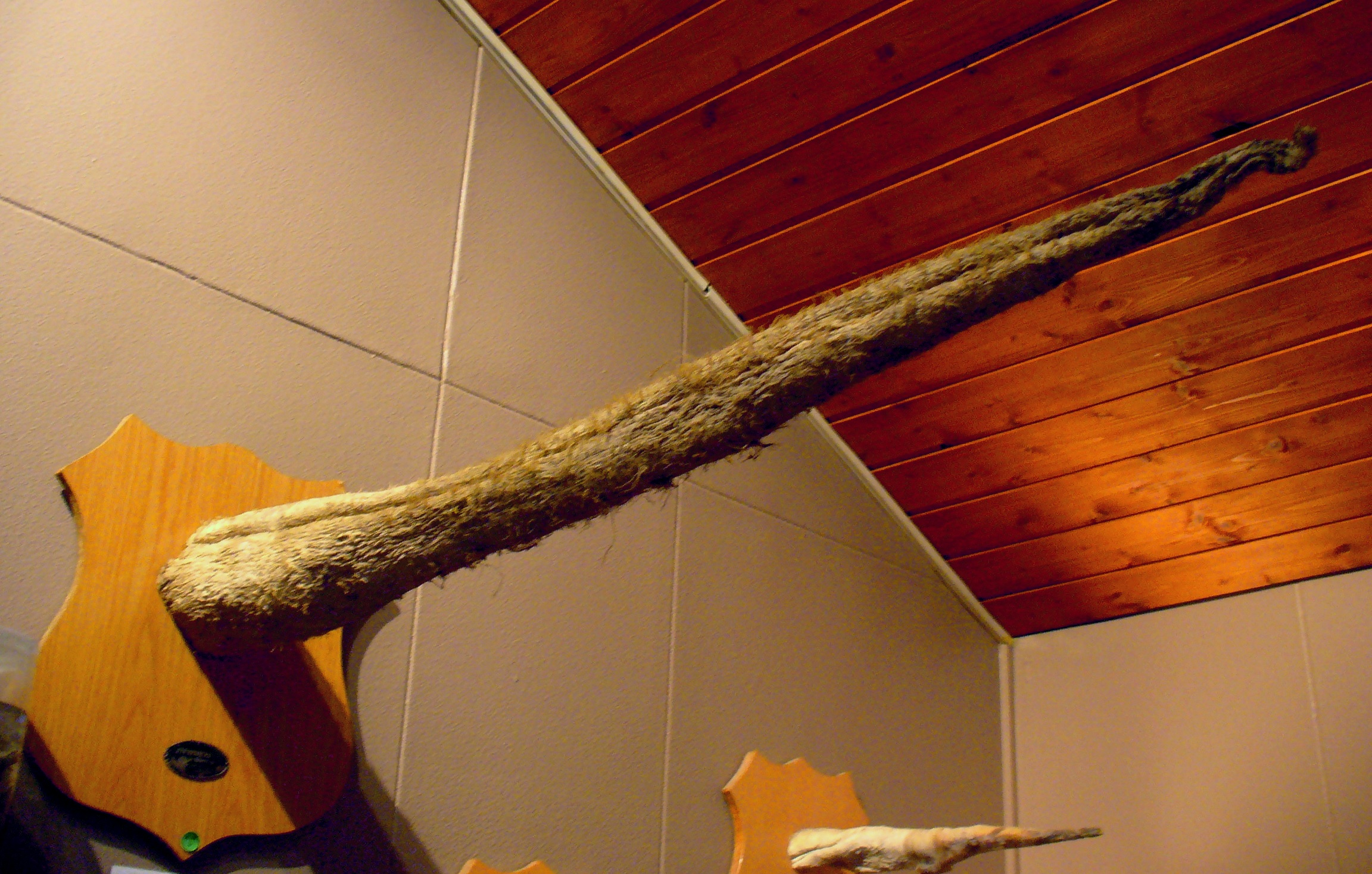
صورة لقضيب أحد الحياتان الزرقاء في المتحف الأيسلندي لدراسة القضيب في العاصمة الآيسلندية ريكيافيك.

يملك الحوت الأزرق أكبر حجم للقضيب في المملكة الحيوانية، بغض النظر عن الفيل الآسيوي في بعض الحالات الخاصة. يبلغ عادة متوسط طول القضيب من 2.4 متر (7 أقدام و10 بوصات) إلى 3 أمتار (9.8 قدم) وقطره يبلغ من 30 سنتيمتراً (12 بوصة) إلى 36 سنتيمتراً (14 بوصة).